# 화전 (음식)
화전(花煎)은 한국 요리에서 찹쌀 반죽에 진달래나 국화 등 먹을 수 있는 꽃을 붙여서, 납작하게 지진 전, 또는 떡이다. 화전은 꽃부꾸미, 꽃지지미, 꽃달임 등으로도 불리며, 주로 후식으로 달콤하게 먹는다.
화전은 화전놀이와 깊은 관련이 있으며, 화전놀이는 고려시대부터 행해진 전통적인 풍습이다. 진달래가 피는 봄이 되면 부녀자들이 개울가에 번철과 찹쌀가루 등을 들고 나가서, 꽃을 따서 그 자리에서 화전을 만들어 먹었다. 특히 음력 3월 3일 삼짇날에 화전놀이를 즐겼으며, 꿀물이나 오미자즙에 진달래를 띄운 진달래화채 등과 함께 먹었다. 진달래로 만든 화전은 "두견화전"(杜鵑花煎)이라고 불리기도 한다.
조선시대 궁정에서는 궁녀들이 중전을 모시고 비원에 나가서 화전을 부쳐 먹으며 봄의 풍류를 즐기기도 하였다.
가을이 되면 삼짇날과 비슷하게 국화꽃과 잎으로 만든 국화전을 만들며 화전놀이를 즐겼다. 국화전은 국화로 만든 국화주와 유자와 배로 만든 유자화채 등과 같이 먹기도 하였다. 삼짇날처럼 음력 9월 9일에 양이 겹치는 중양절, 또는 중구일에 이 풍습이 행해졌다.
화전은 그외에도 식용 가능한 꽃이라면 재료로 사용이 가능하며, 봄에는 배꽃으로 만든 이화전을 먹으며, 여름에는 장미로 만든 장미화전을 만들어 먹었다. 만약 꽃이 준비되지 않았다면, 미나리 잎파리, 쑥, 대추, 석이 등으로 꽃모양을 만든다. 통영 지방에는 반죽을 크게 만들어 꽃을 넉넉히 놓고 화전을 부쳐먹기도 한다.

## 같이 보기
- 부꾸미
- 주악
- 화채